# تمبوة الشرقية
تمبوة الشرقية (بالفارسية: تمبو جنوبي)، تقع في الساحل الشرقي للخليج العربي (بر فارس)، وهي قرية صغيرة تـتبع بلدة كوشكنار التابعة لمدينة القابندية في محافظة هرمزغان. تقع القرية على بعد 3 كيلومترات شرق قرية تمبوة الغربية تبعد عن مدينة عسلويه 35 كيلومتر.

## الحدود
من الجنوب الخليج العربي من الشمال قرية سهمو من الغرب قرية تمبوة الغربية من الشرق تنتهي بقرية اكابر

## السكان
يبلغ عدد سكان هذه القرية حسب تعداد السكان لعام 2017 للميلاد، (450) نسمه تشكل (40 عائلة) من أهل السنة والجماعة وعلى المذهب الشافعي. سكان هذه القرية من الأصول العربية ويتكلمون اللغتي العربية و وهم من عرب شبه الجزيره العربية ، يقوم السكان بالتجارة وصيد الأسماك والزراعة، وتربية المواشي والأغنام. تأسست القرية حوالي عام 1718م تقريبا، وتبعد عن مياه البحر مسافة 10 كيلومتر، وكانت قرية تمبوة الشرقية في الماضي مقراً لحكم قبیلة آل حرم، وآخر شیوخهم (الشیخ محمد، احمد بن الشيخ خلف والشيخ إبراهيم الحرمي)